# Henrietta Alexandrina nassau–weilburgi hercegnő
Henrietta Alexandrina nassau–weilburgi hercegnő (Henriette Alexandrine Friederike Wilhelmine Prinzessin von Nassau-Weilburg) (Bayreuth, Bajorország, 1797. október 30. – Bécs, 1829. december 29.) német hercegnő, osztrák főhercegné, tescheni hercegné, Károly főherceg tábornagy felesége.

## Élete

### Származása
Henrietta Alexandrina hercegnő a Bayreuth melletti Ermitázs kastélyban született. Édesapja Frigyes Vilmos nassau–weilburgi herceg (1768–1816) volt, 1788-tól haláláig a Nassau-Weilburg Hercegség (Fürstentum Nassau-Weilburg) uralkodója, Károly Keresztély nassau-weilburgi herceg (1735–1788) és Vilma Karolina oránia-nassaui hercegnő (1743–1787) fia.

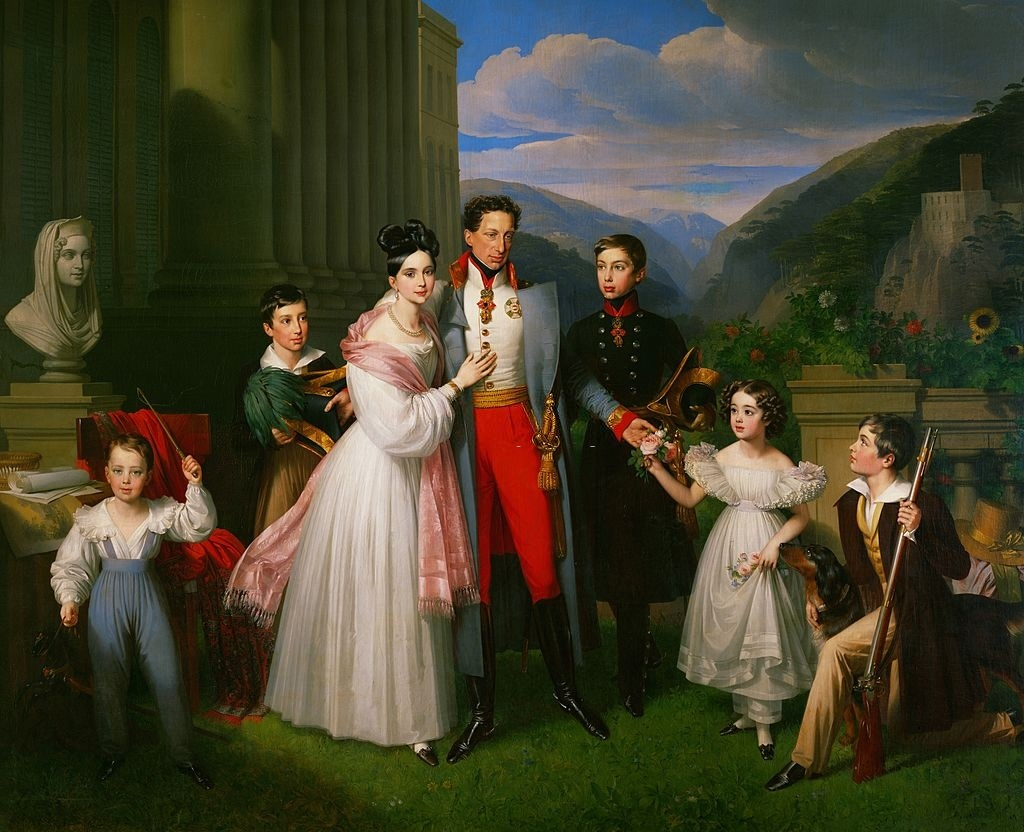
Henrietta Alexandrina főhercegné férjével és gyermekeikkel

Édesanyja Luise Isabelle von Kirchberg német várgrófnő (1772–1827) volt, Wilhelm Georg von Kirchberg várgróf (1751–1777) és Isabelle-Auguste von Reuss zu Greiz grófnő (1752–1824) leánya.
A házaspárnak négy gyermeke született, de csak ketten érték meg a felnőttkort.
- Vilmos György Ágost Henrik herceg (1792–1839) trónörökös, a Nassaui Hercegség uralkodója 1816–1839 között.
- Ágost herceg (1794–1796), kisgyermekkorban meghalt.
- Henrietta Alexandrina hercegnő (1797–1829).
- Frigyes herceg (1799–1845)

### Házassága, gyermekei

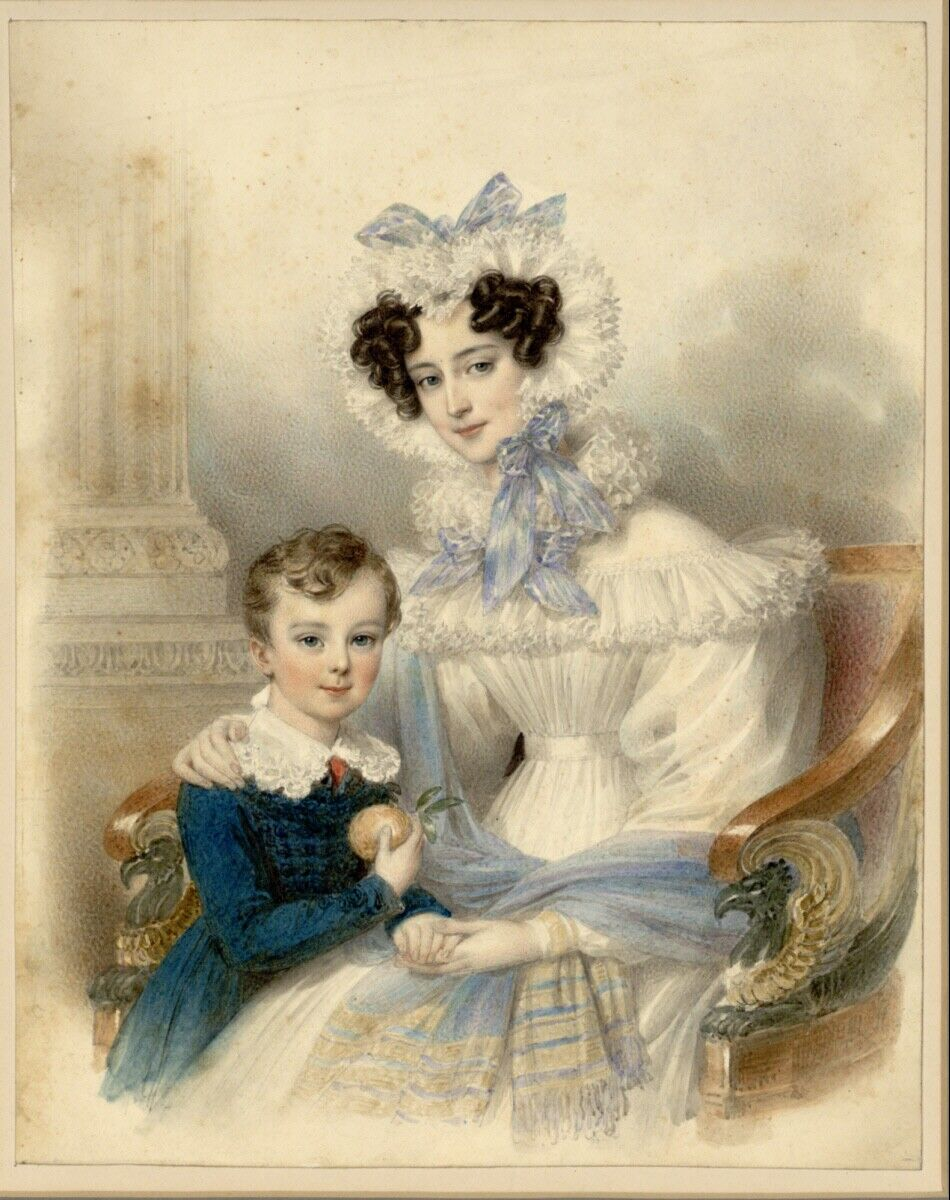
Henrietta főhercegné legidősebb fiával, Albert (Albrecht) főherceggel
(Johann Ender festménye)

Henrietta hercegnő 1815-ben Mainzban megismerkedett a nála 15 évvel idősebb Károly Lajos osztrák főherceggel (1771–1847), császári tábornaggyal, a napóleoni háborúk jeles hadvezérével, II. Lipót császár (1747–1792) és Mária Ludovika császárné (1745–1792) fiával. Szüleinek korai halála után Károlyt gyermektelen nagynénje, Habsburg–Lotaringiai Mária Krisztina főhercegnő és annak férje, Albert Kázmér szász–tescheni herceg fogadták örökbe. Tábornagyi rangot ért el, katonai pályájának legnagyobb haditette az 1809-es asperni győzelem volt, ahol Napóleon császár elszenvedte első harctéri vereségét.
Károly főherceg az 1809. évi hadjárat után visszavonultan élt az alsó-ausztriai Badenben, de a bécsi kongresszus után, 1815-től elvállalta a mainzi erődítmény kormányzói tisztségét. Itt találkozott először Henriettával, akit 1815. szeptember 17-én feleségül vett. Az esküvőt a hesseni Weilburgban tartották. A menyasszony evangélikus vallású volt, és a házasságkötés után sem tért át a római katolikus hitre, ami a szigorúan katolikus Habsburgok között nagy megütközést keltett. Ez volt az első kevert vallású házasság a Habsburg-családban. A frigy boldognak bizonyult. Hét gyermekük született:
- Mária Terézia Izabella főhercegnő (1816–1867), aki később II. Ferdinánd nápoly-szicíliai király feleségeként Nápoly és Szicília királynéja lett.
- Albert (Albrecht) Frigyes Rudolf főherceg (1817–1895), császári tábornagy, sikeres hadvezér, az Osztrák–Magyar Monarchia első főhadparancsnoka, Teschen második hercege.
- Károly Ferdinánd főherceg (1818–1874), akinek fiait Albert fogadta örökbe. Legidősebb fia, Frigyes főherceg tábornagy 1914-1917 között az Osztrák–Magyar Monarchia haderejének főparancsnoka lett.
- Frigyes Ferdinánd Lipót főherceg (1821–1847), a londoni szövetség Szíria elleni 1840-es hadjáratának hőse.
- Rudolf Ferenc főherceg (*/† 1822), születésekor meghalt.
- Mária Karolina Lujza Krisztina főhercegnő (1825–1915), aki az ifjabb Rainer (Ferdinánd) osztrák főherceghez, az id. Rainer (József) főherceg és Mária Erzsébet savoya–carignani hercegnő fiához ment feleségül.
- Vilmos főherceg (1827–1894), a császári-királyi tüzérség főfelügyelője, a Német Lovagrend 57. nagymestere.

### Élete Ausztriában
Bár a katolikus Ausztriában törvény tiltotta, hogy az evangélikus templomoknak az utca felőli bejáratuk lehessen, az asperni győztes tábornagy 1815-ben nem habozott egy utcáról nyíló kaput – az úgynevezett Henrietta-kaput (Henriettentor) töretni a bécsi Bécsi Városi Református Templomra, amelyet kizárólag saját evangélikus felesége használhatott.
1816 karácsonyán az evangélikus Henrietta Alexandrina főhercegné hozta be Bécsbe az első karácsonyfát, amelyen gyertyák égtek. A katolikus Bécsben ez eddig nem volt szokásban, a népszerű fiatal főhercegné hozta „divatba”. (Magyarországon a kivilágított karácsonyfa szokását néhány évvel később, 1819-től Károly főherceg öccsének, József nádornak evangélikus felesége, Mária Dorottya württembergi hercegnő indította el).

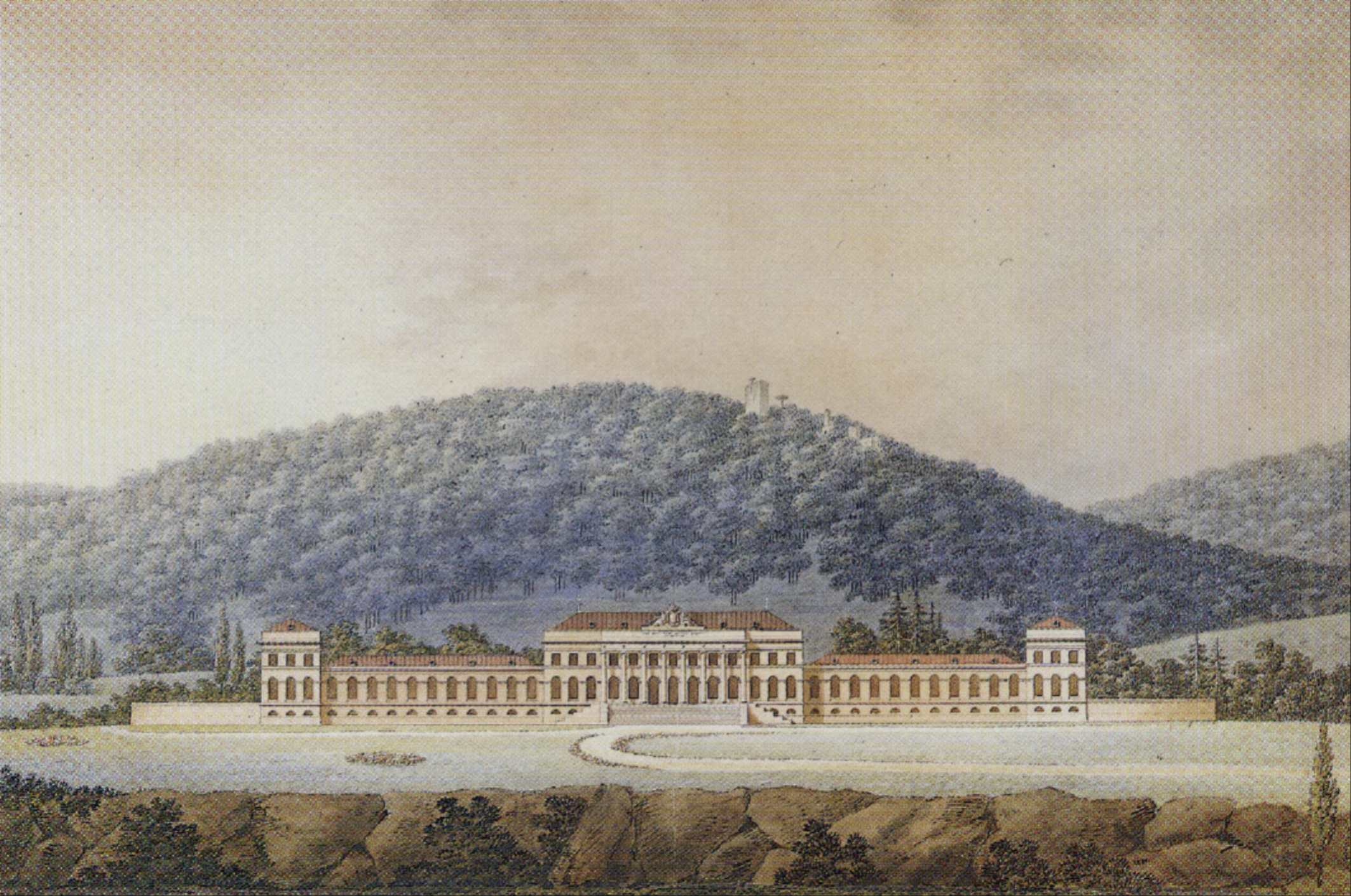
A család lakhelye, a Weilburg kastély, Baden mellett (Joseph Kornhäusel festménye, 1820. k.)

Felesége kedvéért Károly főherceg 1820–23 között új kastélyt építtetett Baden mellett, amelyet Weilburgnak neveztek el.
Nevelőapjának, Albert Kázmér szász–tescheni hercegnek halála után (1822-ben) Károly főherceg megörökölte Teschen hercegének címét, vele a Tescheni Hercegséget. Az örökséggel birtokukba került a sziléziai Saybusch (ma: Żywiec), a csehországi Seelowitz (ma: Židlochovice), a morvaországi Friedek (ma: Frýdek-Místek, és a Moson vármegyei Magyaróvár. Az örökséghez tartozott számos értékes ingatlan Pozsonyban és Bécsben, köztük a bécsi főhercegi palota, az Albertina, az elődök által teremtett nagy értékű műgyűjteménnyel együtt (ma képtár, az osztrák állam tulajdona). Az ifjú hercegnő a Birodalom egyik leggazdagabb férjét tudhatta a magáénak.

### Halála
Henrietta hercegné 1829. december 29-én halt meg, mindössze 32 évesen, saját gyermekeitől elkapott skarlát következtében, amely mellé még tüdőgyulladást is kapott. A bécsi kapucinusok templomában, a Habsburg-család kriptájában (Kapuzinergruft) temették el. Ő az egyetlen protestáns vallású családtag, aki itt nyugszik. A katolikus egyház tiltakozását Henrietta sógora, Ferenc császár e szavakkal utasította el: „Ha életében közöttünk volt, legyen közöttünk holtában is”.
Elhunyta után fél évvel, 1830 nyarán a bécsi Városi Református Templom Henrietta-kapuját ismét befalazták.